# Decade of Disrespect
Decade of Disrespect 85-95 è una raccolta live dei Tuff, uscito nel 1996 per l'Etichetta discografica R.L.S. Records.
Il disco raccoglie tracce live o demo registrate tra il 1985 e il 1995, alcune registrate anche con il singer precedente Jim Gillette. Il titolo dell'album è ispirato a quello della raccolta dei Mötley Crüe Decade of Decadence del 1991.

## Tracce
1. "Tied To The Bells" (Live Columbus, Oh. 1995)
2. "The All New Generation" (Live San Juan Capistrano, Ca. 1991)
3. "Virgo-M" (Live Erie, Pa. 1995)
4. "Down On Sinner Street" * (Demo Fall 1989)
5. "I Hate Kissing You Goodbye" (Live San Juan Capistrano 1991)
6. "Don't Complain" (Live Minneapolis, Mn. 1992)
7. "Who The Hell Am I?" (Live Erie, Pa. 1995)
8. "So Many Seasons" (Live San Juan Capistrano, Ca. 1991)
9. "Summertime Goodbye" ** (Demo Early 1988)
10. "Better Off Dead" (Live Minneapolis, Mn. 1992)
11. "Disaster" (Live Cleveland, Oh. 1995)
12. "Money Talks" (Live San Juan Capistrano, Ca. 1991)
13. "Daddys Money" (Live Erie, Pa. 1995)
14. "Good Guys Wear Black" * (Demo Fall 1989)
15. "Ruck-A-Pit Bridge" (Live San Juan Capistrano, Ca. 1991)
16. "Seek N' Destroy" (Live Louisville, Ky. 1995)

## Formazione
- Stevie Rachelle - voce
- Jim Gillette - voce
- Jorge DeSaint - chitarra
- Todd Chase - basso
- Danny Wilder - basso
- Jamie Fonte - basso
- Michael Lean - batteria
- Jimi Lord - batteria
- Adam Hamilton - batteria